# Florian Niederlechner
Florian Niederlechner (nascut el 24 d'octubre de 1990) és un futbolista professional alemany que juga com a davanter pel Hertha BSC de la 2. Bundesliga.

## Carrera
La carrera de Niederlechner és considerada atípica ja que es va convertir en un jugador de la Bundesliga sense passar per les categories inferiors d'un club professional. Als dotze anys, després d'un sol any amb el club, es va veure obligat a abandonar l'equip sub-13 del 1860 Munich per ser considerat massa menut i massa lent. Va anar aleshores al TSV Ebersberg de la Kreisliga. Va començar a jugar a futbol sènior al FC Falke Markt Schwaben de la Landesliga el 2008, i també per aleshores va completar la seua formació professional com a ajudant de direcció industrial.
El 2010 es va unir al FC Ismaning de la Bayernliga. Allí va crear rebombori marcant 19 gols en la temporada 2010–11, i gràcies a això va rebre una oferta del SpVgg Unterhaching de la 3. Liga; equip que tenia problemes financers i es va veure obligat a apostar per talents jóvens. Al Unterhaching Niederlechner va continuar sent un davanter prolífic, marcant vuit gols en la temporada 2011–12 i altres vuit en la primera volta de la següent campanya. Durant el mercat d'hivern de la temporada 2012–13 va canviar d'equip, esta vegada va anar a l'ambiciós 1. FC Heidenheim de la 3. Liga, i amb ells va acabar pujant a la 2. Bundesliga el 2014. Després de 15 gols i deu assistències en 33 partits de lliga, el Heidenheim va acabar vuité en el seu primer any a la categoria. Niederlechner acabaria anant a la Bundesliga després de ser fitxat pel Mainz 05. En un traspàs que va costar 2 milions d'euros, suposadament.
El 31 de gener de 2016 va ser cedit al SC Freiburg per una temporada, i després de la cessió va acabar recalant en eixe mateix equip. El 29 de maig de 2019, el FC Augsburg va anunciar que Niederlechner s'uniria al club durant la següent temporada. Va signar un contracte per tres anys.